# بابک مقیمی
بابک مقیمی (۱۱ دی ۱۳۵۶) یک بوکسور اهل ایران است.
وی در وزن منهای ۶۳.۵ کیلوگرم بوکس بازی‌های المپیک تابستانی ۱۹۹۶ و ۶۷ کیلوگرم بازی‌های المپیک تابستانی ۲۰۰۰ شرکت کرده است.